# Liste der Bodendenkmäler im Gramschatzer Wald (gemeindefreies Gebiet)
Auf dieser Seite sind die Bodendenkmäler in dem unterfränkischen gemeindefreien Gebiet Gramschatzer Wald zusammengestellt. Diese Tabelle ist eine Teilliste der Liste der Bodendenkmäler in Bayern. Grundlage ist die Bayerische Denkmalliste, die auf Basis des Bayerischen Denkmalschutzgesetzes vom 1. Oktober 1973 erstmals erstellt wurde und seither durch das Bayerische Landesamt für Denkmalpflege geführt wird. Die folgenden Angaben ersetzen nicht die rechtsverbindliche Auskunft der Denkmalschutzbehörde.

## Bodendenkmäler im Gramschatzer Wald
| Lage       | Objekt                                                                  | Akten-Nr.     | Bild |
| ---------- | ----------------------------------------------------------------------- | ------------- | ---- |
| (Standort) | Grabhügel vorgeschichtlicher Zeitstellung.                              | D-6-6125-0070 |      |
| (Standort) | Grabhügel vorgeschichtlicher Zeitstellung.                              | D-6-6125-0069 |      |
| (Standort) | Archäologische Befunde im Bereich des frühneuzeitlichen Jägerhäuschens. | D-6-6025-0147 |      |
| (Standort) | Wüstung Hohenroth des späten Mittelalters und der frühen Neuzeit.       | D-6-6025-0120 |      |
| (Standort) | Jagdliche Anlage der frühen Neuzeit.                                    | D-6-6025-0119 |      |
| (Standort) | Grabhügel vorgeschichtlicher Zeitstellung.                              | D-6-6025-0073 |      |
| (Standort) | Grabhügel vorgeschichtlicher Zeitstellung.                              | D-6-6025-0072 |      |
| (Standort) | Grabhügel vorgeschichtlicher Zeitstellung.                              | D-6-6025-0071 |      |
| (Standort) | Grabhügel vorgeschichtlicher Zeitstellung.                              | D-6-6025-0033 |      |
| (Standort) | Grabhügel vorgeschichtlicher Zeitstellung.                              | D-6-6025-0032 |      |
| (Standort) | Bestattungsplatz mit Grabhügeln vorgeschichtlicher Zeitstellung.        | D-6-6025-0011 |      |